# Wangen SZ
| SZ ist das Kürzel für den Kanton Schwyz in der Schweiz. Es wird verwendet, um Verwechslungen mit anderen Einträgen des Namens Wangen zu vermeiden. |

Wangen ist eine politische Gemeinde im Bezirk March des Kantons Schwyz in der Schweiz. Zu Wangen gehören Nuolen und ein Teil von Siebnen.

## Wappen
Blasonierung
Blauer Grund, unten zwei grüne Hügel, auf diesen ein goldiger Abtstab stehend mit einem weissen Tüchlein oben. Der See wird im blauen Grund und der Buechberg in den grünen Hügeln dargestellt. Der Abtstab steht für die jahrhundertelange Verbindung mit Klöstern.

## Geographie
Wangen liegt beinahe gänzlich auf dem Schwemmgebiet, welches die Wägitaler Aa gegen den oberen Teil des Zürichsees hin gebildet hat. Hier liegen auch die Naturschutzgebiete Nuoler Ried und Bachtellen.
Zur östlichen Gemeindegrenze hin steigt das Gelände gegen den Buechberg von 410 m bis auf 631 m an. Der Buechberg ist eine Moräne des Linthgletschers, die dieser bei seinem Vorstoss während der letzten Eiszeit zurückgelassen hat.
Von der Gemeindefläche ist nur 6,5 % bewaldet, 47 % ist Kulturland.

## Bevölkerung
| Bevölkerungsentwicklung | Bevölkerungsentwicklung | Bevölkerungsentwicklung | Bevölkerungsentwicklung | Bevölkerungsentwicklung | Bevölkerungsentwicklung | Bevölkerungsentwicklung | Bevölkerungsentwicklung | Bevölkerungsentwicklung | Bevölkerungsentwicklung | Bevölkerungsentwicklung | Bevölkerungsentwicklung | Bevölkerungsentwicklung |
| Jahr                    | 1900                    | 1950                    | 1960                    | 1970                    | 1980                    | 1990                    | 2000                    | 2005                    | 2010                    | 2015                    | 2016                    | 2019                    |
| ----------------------- | ----------------------- | ----------------------- | ----------------------- | ----------------------- | ----------------------- | ----------------------- | ----------------------- | ----------------------- | ----------------------- | ----------------------- | ----------------------- | ----------------------- |
| Einwohner               | 1131                    | 2284                    | 2550                    | 2969                    | 2847                    | 3411                    | 4572                    | 4664                    | 4672                    | 4926                    | 4961                    | 5114                    |

Die Wangner Bevölkerung hat in den Jahren 1990 bis 2000 um mehr als 30 % zugenommen. Der Ausländeranteil beträgt 15 %.

## Politik

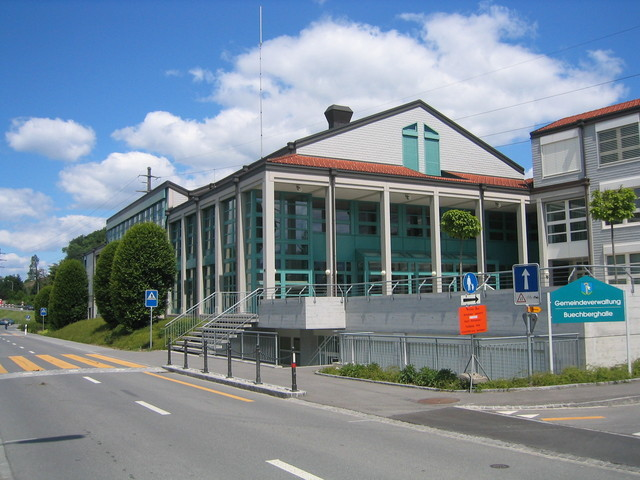
Gemeindeverwaltung im Mehrzweckgebäude

Logo Gemeinde Wangen SZ

### Exekutive
Der Gemeinderat bildet die Exekutive der Gemeinde. Er ist das vollziehende und verwaltende Organ und vertritt die Gemeinde nach aussen.
Der Gemeinderat besteht aus neun Personen. Der Gemeindepräsident und der Säckelmeister werden von den Stimmberechtigten jeweils für zwei Jahre gewählt, die übrigen Mitglieder des Gemeinderates haben eine Amtszeit von vier Jahren. Sämtliche Ratsmitglieder üben ihre Funktion im Nebenamt aus.

### Legislative
Die Gemeindeversammlung bildet die Legislative und es findet in der Regel zweimal statt.

### Parteien
Die SVP hat 53 %, die SP 20 %, die CVP 12 % und die FDP 14 % der Wählerstimmen.

## Wirtschaft
Die Industrialisierung beginnt 1840, als die Spinnerei Billeter den Nuolenerbach zur Energiegewinnung kanalisiert, im Jahr 1900 folgt die Seidenweberei Bachmann. Heutzutage sind in Wangen folgende Industriezweige angesiedelt: Holzbearbeitung, Baumaschinen, Metall, Bodenbeläge, Steinbruch, Kieswerk mit Kiestransport auf dem Seeweg mittels Lastkähnen. Es ist nur ein kleiner Teil der erwerbstätigen Einwohner in Wangen selber beschäftigt, 69,4 % pendeln in andere Gemeinden oder den Grossraum Zürich.

## Verkehr

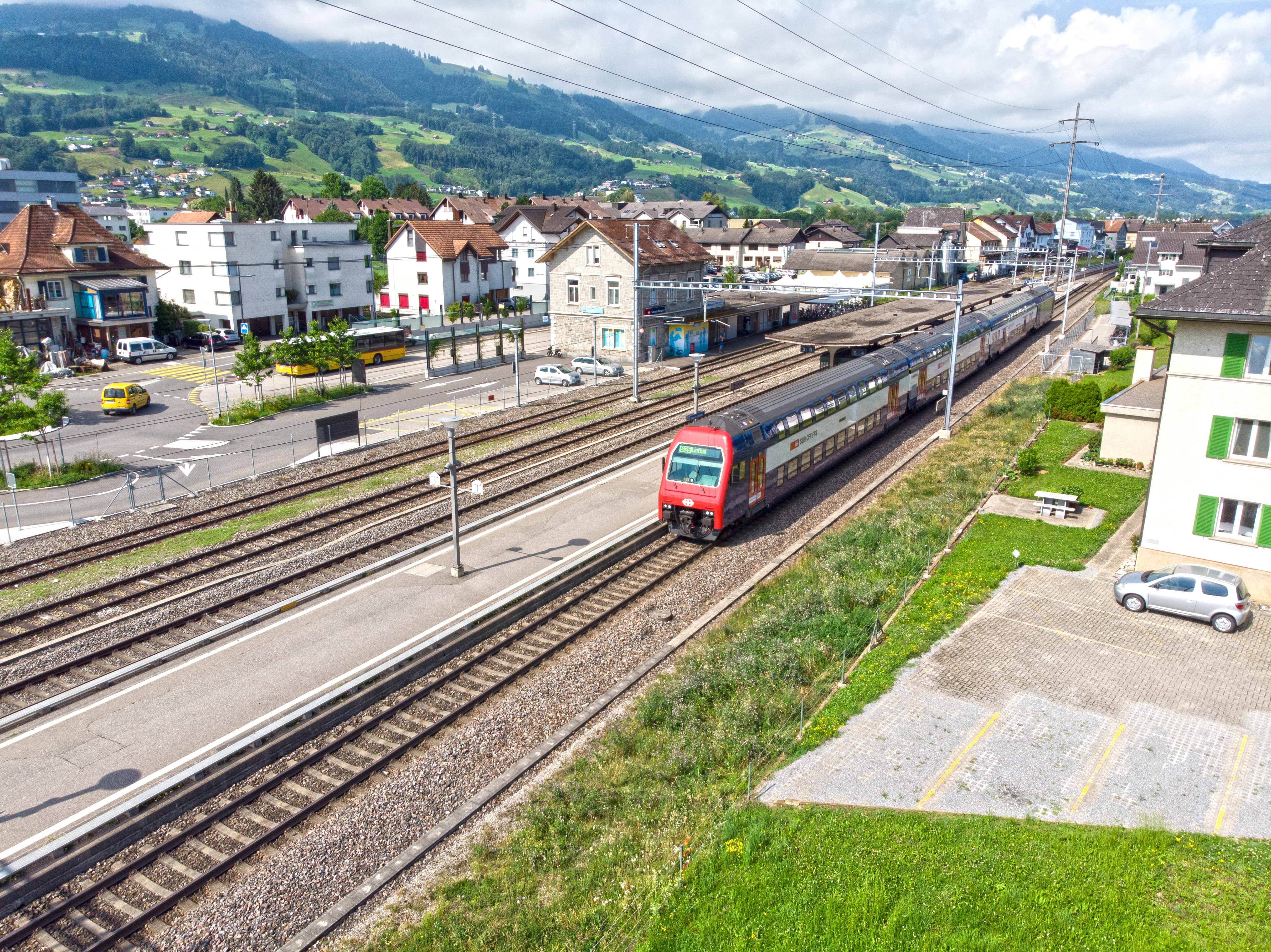
Bahnhof Siebnen-Wangen

Der Bau der Kantonsstrasse Lachen–Wangen–Uznach ab 1810 zerschneidet die Gemeinde. Die Bahnlinie Zürich–Ziegelbrücke wird 1875 eingeweiht. In den 1970er Jahren wurde Wangen für den Individualverkehr durch die Autobahn A3 erschlossen.
Der Bahnhof Siebnen-Wangen wird durch die S2, S25 und S27 der S-Bahn Zürich und der InterRegio-Linie 35 bedient.
Durch Wangen verkehren auch Postautos nach Uznach und über Siebnen ins Wägital, nach Pfäffikon und Reichenburg.
Der Flugplatz Wangen-Lachen ist einer der Übungsplätze der Kunstflugstaffel Patrouille Suisse.

## Geschichte

Historisches Luftbild von Werner Friedli von 1948

Attraktive Lage und gute Verkehrsbedingungen ziehen nicht nur heute, sondern zogen schon vor rund 3000 Jahren Siedler in das Gebiet rund um den Buechberg. Der sich immer weiter zurückziehende See bietet Nahrung im Überfluss, und das von ihm freigegebene Land ist durch die Ablagerung von mineralhaltigen Senkstoffen fruchtbar und leicht zu bearbeiten.
Der Buchenwald an der Moräne, die der Linthgletscher in der letzten Eiszeit zurückgelassen hat, bietet nicht nur Beute für die Jäger, sondern auch gutes Holz für einfache Behausungen und Feuer.
Die Römer, sonst geschichtlicher Faktor Nummer eins, haben im Gebiet Wangen keine bedeutenden Spuren hinterlassen. Im Nuoler «Ryffen»wurden zwar schwefelhaltige Quellen in einem Thermalbad gefasst, doch mit dem Anbruch der Völkerwanderung um 450 n. Chr. hat die ehemalige Weltmacht auch die Gebiete in der March den einwandernden Alemannen und Kelten überlassen müssen.
600 n. Chr. macht die Landschaft Bekanntschaft mit den irischen Missionaren Kolumban und Gallus die in der etwas radikalen Art ihrer Landsleute das Evangelium zu predigen versuchen. Sie stossen dabei auf Ablehnung und Feindschaft und bald darauf sind die beiden Iren wieder auf dem Weg. Kolumban nach Süden, wo er die bekannte Abtei Bobbio gründet. Gallus setzt über den See und wird Stiftsherr der weltbekannten St. Galler Abtei. Zumindest die Nachfahren der Mönche werden im August 844 für den Verlust entschädigt: Der Besitzer von Wangen und Tuggen, Wolfhart, gibt sein Gut dem Kloster Bobbio zum Erblehen, erbittet sich als Gegenleistung Reliquien des 615 verstorbenen, mittlerweile heiliggesprochenen Kolumban und erbaut eine Basilika. Kolumban ist noch heute der Schutzheilige der Wangner Kirche. 872 wechselt das Gut den Besitz, bleibt aber in Benediktinerhand. Die Wangner sind jetzt Untertanen des Klosters St. Gallen. 1178 eignet Papst Alexander III. die Kirche Nuolen mit allem Hofland dem Nonnenkloster Schänis zu. Als dieses verarmt, verkauft das Stift die Besitzungen an einen privaten Besitzer, der sie mit Gewinn an das «Spital vom heiligen Geist» in Rapperswil weiterverkauft.
Nach dem Tode des Grafen Friedrich VII. von Toggenburg, der weltlicher Schutzherr der Gebiete um den Buechberg war, weiten sich Auseinandersetzungen zwischen den Ständen Schwyz und Zürich zu einem blutigen Bruderkrieg aus: schliesslich wird das Gebiet 1437 den Schwyzern zugesprochen.
Schon 1658 haben die Wangner von der Fremdherrschaft genug. Gegen die Summe von 221 Kronen und 20 Schillinge kaufen sie sich von den Schwyzern los und erhalten einen Freibrief «auf ewige Ziten». 1716 gibt Schwyz den Wangnern die damalige Kaufsumme zurück und übernimmt wieder das Verfügungsrecht über Kirche, Kirchherrn und Besitzungen von Wangen. 1831–1833 lösen sich die Ausserschwyzer und mit ihnen auch die Wangner ein letztes Mal von der nicht unbedingt geliebten Schwyzer Herrschaft ab.
Um 1840 hält das industrielle Zeitalter Einzug in den Dörfern am Buechberg. Mit der Bändigung des Nuolerbaches in einem Kanal kann die Firma Billeter in Nuolen eine Spinnerei betreiben, der Caspar Honegger 1852 mit einem Bau in Siebnen folgt und schliesslich auch die Nuoler Betriebe übernimmt. Im Jahre 1900 kommt noch die Seidenweberei Bachmann in Wangen hinzu.
1810 bis 1846 wird Wangen durch den Bau der neuen Kantonsstrasse erstmals zerschnitten. 1875 wird bei strömendem Regen die Bahnlinie Zürich–Ziegelbrücke eröffnet. Ein weiterer gravierender Einschnitt in die Auenlandschaft erfolgt in den Jahren 1973/74 mit dem Bau und der Eröffnung der A3.
Die ländliche Gegend am Buechberg hat sich jedoch heute zu einer attraktiven Agglomeration entwickelt.

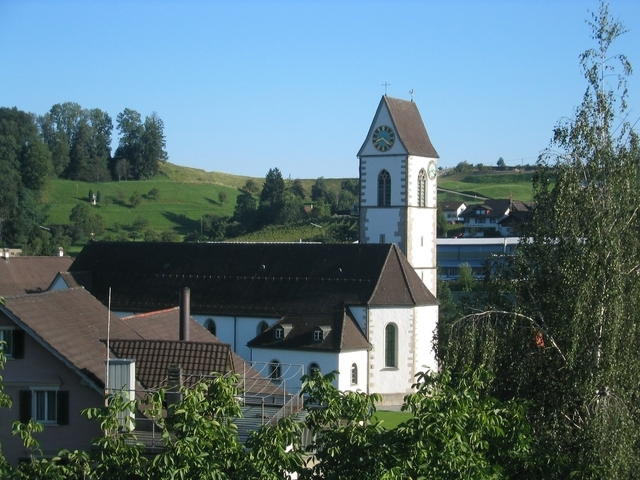
Katholische Kirche Wangen
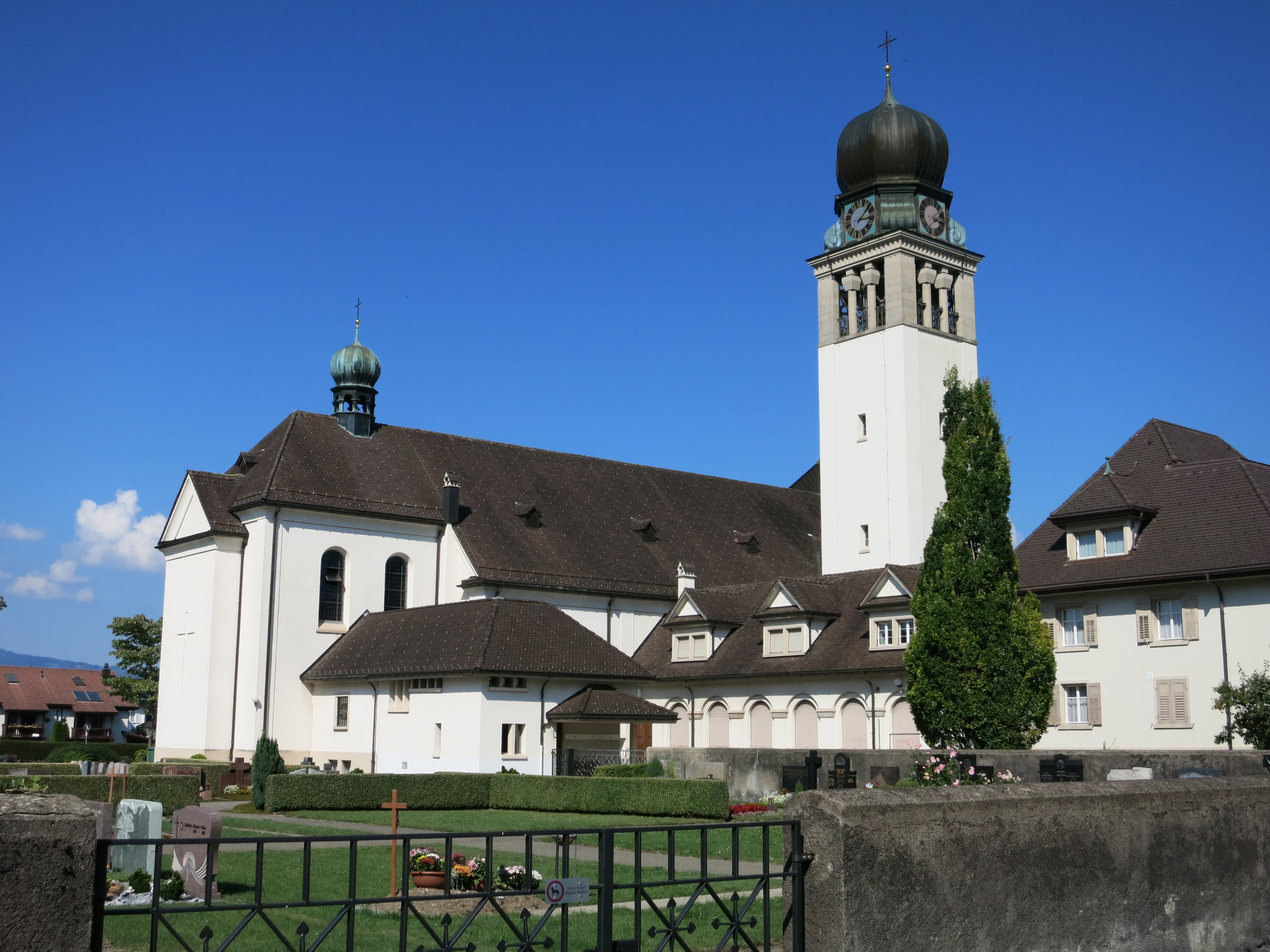
Katholische Kirche Siebnen
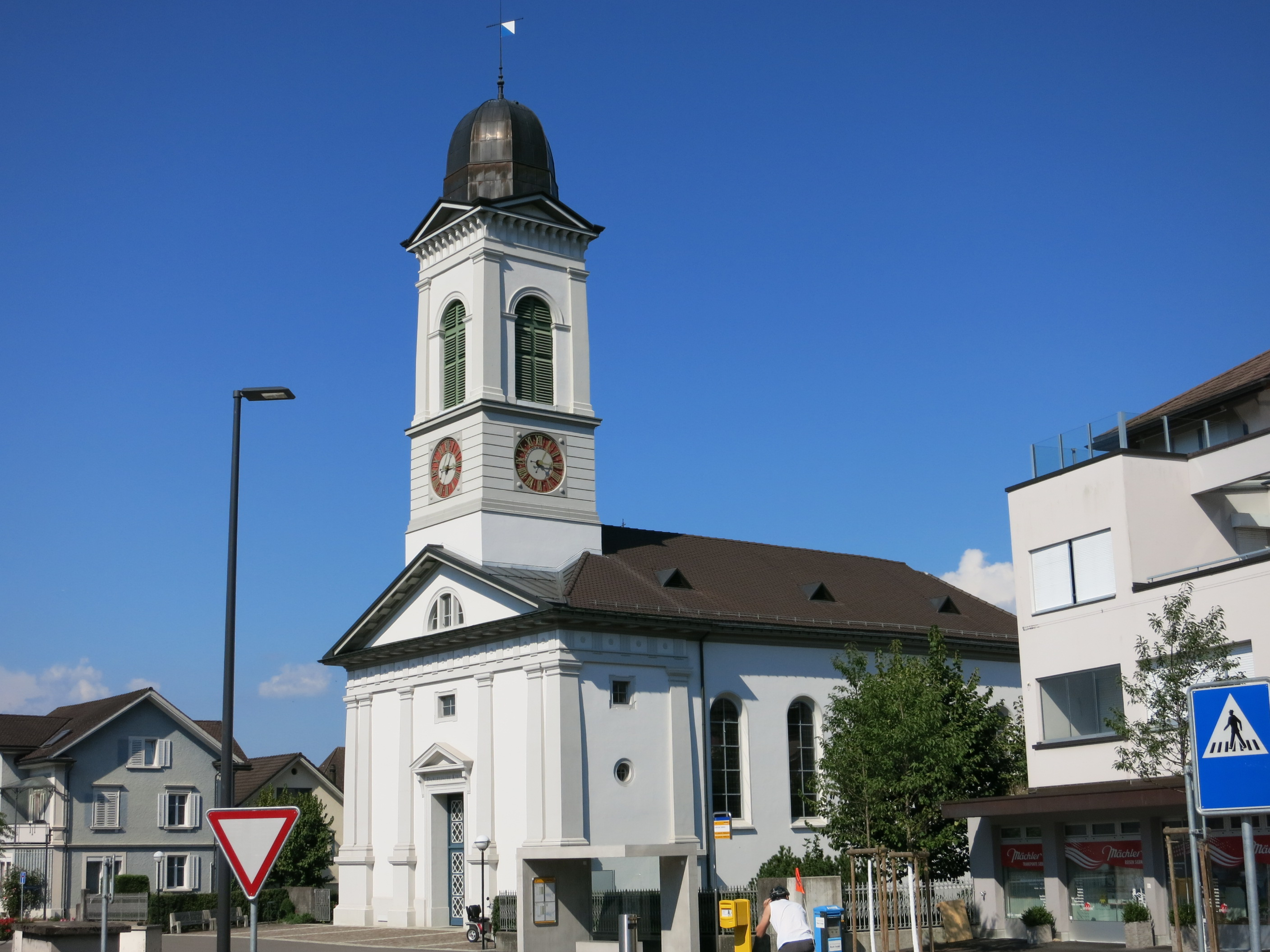
Reformierte Kirche Siebnen

## Religion
Auf dem Gemeindegebiet sind zwei Kirchen ansässig:
- Katholische Pfarrkirche St. Kolumban in Wangen
- Katholische Kirche in Nuolen

Dazu kommen zwei Kirchen in Siebnen (Gemeindegebiet Schübelbach):
- Katholische Pfarrkirche Herz-Jesu in Siebnen
- Reformierte Evangelische Kirche March in Siebnen

Mit 73 % gehört die Mehrheit der Einwohner einer Landeskirche an: 59 % sind römisch-katholisch und 14 % sind evangelisch-reformiert (Stand: 1. Januar 2020).
Zahlen zu weiteren Religionsgemeinschaften in Wangen wurden letztmals bei der Volkszählung im Jahr 2000 erhoben. Damals waren 2 % der Bevölkerung christlich-orthodox, 4 % waren muslimischen Glaubens und 1 %  bekannte sich zu einer anderen Religion. 5 % waren konfessionslos und weitere 3 % machten keine Angabe zu ihrer Religion. Insgesamt waren damals 16 % der Bevölkerung Protestanten, wobei nicht zwischen evangelisch-reformierten und anderen protestantischen Kirchen (Freikirchen) unterschieden wurde.

## Bildung
Die Gemeinde bietet in jedem Ortsteil einen Kindergarten, dieser kann ab vier Jahren besucht werden und dauert zwei Jahre.
Die Primarschule besteht aus drei Schulhäusern, diese sind im Dorf Wangen selbst konzentriert und dauert sechs Jahre.
Die Oberstufenschule sind in Lachen und Siebnen ansässig und dauert drei Jahre. Die Nuoler besuchen die Oberstufenschule in Lachen und die Wangner und Siebner an der MPS Siebnen. Für die gymnasiale Weiterbildung steht die Kantonsschule Ausserschwyz mit den Standorten Pfäffikon SZ und Nuolen zur Verfügung.

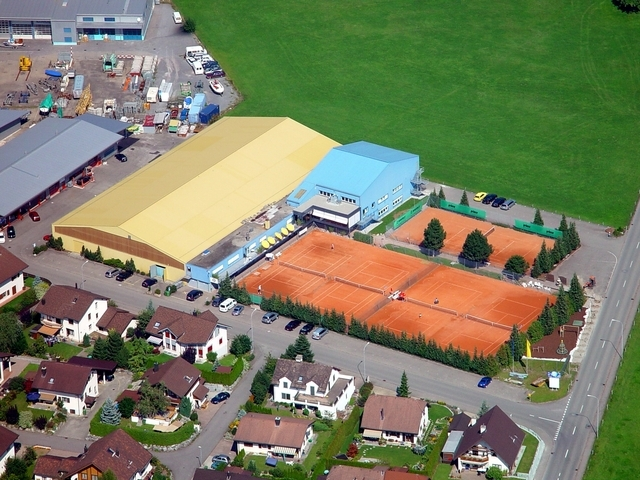
Sport- und Fitnesscenter Leuholz

## Freizeit
Die Gemeinde bietet sehr viele Freizeitangebote an. Die Mehrzweckhalle kann für spezielle Anlässen gemietet werden. Seit 1998 liegt ob der Gemeinde und unterhalb des Buechbergs in Bachtellen den Golfpark mit grossen Parkplätzen und viel Grünflächen mit 18 Löchern. Ausserhalb von Wangen liegt das Sport- und Fitnesscenter Leuholz mit Tennisplätzen und Badminton. In Siebnen befindet sich das Hallenbad direkt neben der Mittelpunktschule.
Im Dorf selber sind mehrere Vereine ansässig, beispielsweise der Turnverein STV Wangen. Es gibt in jeder Sparte einen Verein.

## Gesundheit
Wangen besitzt ein Seniorenzentrum, das 2007 eröffnet wurde, und ein Behindertenheim.
Das Seniorenzentrum Brunnenhof bietet Personen, die auf Betreuung und Pflege angewiesen sind, die Möglichkeit, das eigene Leben lebens- und bejahenswert gestalten zu können. Es besitzt 42 Einzelzimmer, eine Cafeteria und einen grossen Speisesaal.

## Kunst und Kultur
Die Pfarrkirche St. Kolumban sowie die Kapelle St. Wendelin sind sehenswert.
Die naturwissenschaftliche Sammlung der Kantonsschule Nuolen ist zusammen mit dem Naturschutzgebiet Nuoler Ried ein Zeuge der seltenen Pflanzen- und Vogelwelt im Ried.

## Persönlichkeiten
- Hans Emil Deutsch (1927–2014), Kunstmaler, Ehrendoktor und Ehrenprofessor
- Otto Appert (1930–2012), Paläobotaniker, Katholischer Missionar und Ornithologe
- Michael Vogt, (* 1997), Bobfahrer